# Vladímir Krávchenko
Vladímir Krávchenko (en ruso: Владимир Кравченко; Moscú, RSFS de Rusia; 16 de octubre de 1947 - 23 de julio de 2024) fue un nadador soviético del estilo combinado.

## Carrera
Participó en los Juegos Olímpicos de México 1968 en dos eventos; en los 200 metros combinado no clasificó a la fase final a pesar de haber ganado el cuarto hit eliminatorio; y en la prueba de 400 combinado quedó eliminado al terminar en cuarto lugar en el segundo hit eliminatorio.
En 1970 impuso el récord europeo en el evento de 200 m combinado. De 1967 a 1971 ganó siete campeonatos nacionales e impuso cinco récords en los 200 m y 400 m combinado individual. En 1989 inició a competir en la categoría máster, donde fue campeón europeo en el evento de relevo 4 x 100 m combinado en 2005 y medallista de bronce en 200 metros braza en 1995 y 1997. De 1990 a 2008 ganó 25 campeonatos nacionales.

## Vida personal
Su esposa Tamara Sosnova también era nadadora, y también compitió en los Juegos Olímpicos de México 1968.